# Clero refratário
Durante a Revolução Francesa, a Assembleia Nacional aboliu a estrutura tradicional da Igreja Católica na França e a reorganizou como uma instituição dentro da estrutura do novo governo francês por meio da Constituição Civil do Clero. Uma das novas exigências impostas a todo o clero foi a necessidade de um juramento de lealdade ao Estado perante todas as influências estrangeiras, como o Papa. Isso criou um cisma no clero francês, com aqueles que fizeram o juramento conhecidos como prêtres jureurs [fr] (sacerdotes de juramento) e aqueles que recusaram o juramento conhecidos como clero sem juramento ou clero refratário.

## Histórico
Nos séculos anteriores à Revolução Francesa, a Igreja funcionou como uma entidade autônoma na França. Ela controlava cerca de 10% de todas as terras francesas, cobrava dízimos obrigatórios da população e coletava receitas de suas propriedades, o que contribuía para a renda total da Igreja, que não era obrigada a revelar ao Estado.
Sob o antigo regime, a França era dividida em três estamentos, e o clero ocupava a Primeira Propriedade, com a aristocracia compondo a Segunda Propriedade e os plebeus a Terceira Propriedade. Como um dos dois primeiros Estates privilegiados, a Igreja era isenta de impostos, embora a cada cinco anos a Assembleia do Clero se reunisse e organizasse um don gratuit (presente gratuito) a ser dado ao Rei em nome da Igreja.
No decorrer do século XVIII, a França entrou em uma crise financeira cada vez mais profunda. Em várias ocasiões, o Estado tentou revogar a situação de isenção de impostos da Igreja para aproveitar seus recursos financeiros significativos, com declarações oficiais solicitando pesquisas formais sobre a riqueza da Igreja e a cobrança de impostos subsequentes em 1749 e 1780. Ambas foram rejeitadas com sucesso pela Igreja, cuja infraestrutura, organização, força humana e influência ainda eram poderosas na França. No entanto, esses eventos mostram que o desejo de verificar o poder e os privilégios da Igreja estava ganhando força antes do início da Revolução.

## Durante a Revolução Francesa
Em uma tentativa de encontrar uma solução pacífica para a crescente agitação popular e os pedidos de reforma, o rei Luís XVI convocou primeiro a Assembleia dos Notáveis em 1787 e depois reviveu os Estados Gerais em 1789. Durante a Assembleia de 1787, os representantes do clero se opuseram fortemente a qualquer reforma direcionada à Igreja, mas, na reunião dos Estados Gerais, começaram a se formar divisões internas. Os bispos e outros membros do "alto clero" (que muitas vezes eram de origem nobre) geralmente se aliavam ao Segundo Estado na preservação de seus privilégios tradicionais. No entanto, muitos párocos e outros membros do "baixo clero" estavam do lado do Terceiro Estado, representando sua própria classe e a classe de seus rebanhos.
As coisas começaram a mudar rapidamente em 1789. Em 4 de agosto, a recém-reunida Assembleia Nacional redigiu a "Declaração dos Direitos do Homem e do Cidadão" e, no ano seguinte, desmantelou completamente a sociedade francesa e começou a reconstruí-la do zero. Parte disso incluiu o confisco de propriedades da Igreja e a transferência da propriedade para o Estado. Em junho de 1790, a Assembleia havia abolido oficialmente a nobreza e, em 12 de julho, aprovou a Constituição Civil do Clero.

### Constituição Civil do Clero
Essa nova legislação desmantelou e reestruturou a Igreja da mesma forma que o restante da sociedade. Os bispados foram realinhados para corresponder aos oitenta e três departamentos em que a França havia sido dividida, e todos os bispados adicionais foram abolidos. O clero foi proibido de reconhecer a autoridade de qualquer autoridade da Igreja ligada a um poder estrangeiro. Isso incluía o Papa, cuja posição eles podiam reconhecer, mas não sua autoridade. Os novos bispos foram proibidos de buscar a confirmação do Papa, mas podiam escrever a ele para informá-lo de sua posição e reafirmar a unidade de fé.
O aspecto mais controverso da constituição, no entanto, envolvia a forma como os novos bispos deveriam ser nomeados para o cargo e os deveres exigidos deles. Em essência, a Igreja foi incorporada como outro ramo do Estado com o clero eleito por voto popular. Isso foi recebido com indignação por muitos clérigos, pois não apenas alterava completamente o sistema tradicional de nomeação da Igreja, mas também permitia que protestantes, judeus e ateus influenciassem diretamente os assuntos da Igreja. Talvez o maior problema, porém, tenha sido o Artigo XXI do Título II. Esse artigo exigia que o bispo fizesse um juramento perante as autoridades municipais, afirmando sua lealdade à nação da França antes de qualquer outra coisa. Caso contrário, seu cargo seria declarado vago.
Os sentimentos entre a Igreja e a Revolução começaram a se deteriorar muito mais rapidamente depois disso. Embora a "reforma" tenha sido o objetivo declarado pelos revolucionários anteriormente, a retórica antirreligiosa que pedia a abolição da Igreja como um todo começou a ganhar destaque. Em outubro de 1790, a Convenção Nacional proibiu que padres, monges, freiras e qualquer pessoa que tivesse ocupado esses cargos anteriormente lecionassem em escolas, e muitos membros da convenção começaram a pedir uma "religião de patriotismo" para suplantar totalmente o cristianismo católico. Em novembro, o juramento descrito na Constituição Civil do Clero foi redigido e, no final do ano, a Assembleia proclamou a autoridade executiva para impor esse juramento.

### Clero refratário

Porcentagem de padres em cada departamento da França metropolitana que fizeram o Juramento Cívico em 1791. (Os limites departamentais mostrados são os da data do mapa criado em 2007)

O juramento de lealdade criou um enorme cisma no clero francês. No início, muitos membros do baixo clero haviam apoiado os pedidos revolucionários de reforma, até mesmo dentro da Igreja, mas isso estava fora de cogitação. Milhares de padres, monges e freiras agora tinham que escolher entre recusar o juramento e correr o risco de serem presos e punidos, ou fazer o juramento e arriscar sua salvação. Em 13 de abril de 1791, o papa forçou a questão emitindo a encíclica papal Charitas, condenando oficialmente as ações da Revolução em relação à Igreja e decretando a excomunhão de todo clero que fizesse o juramento.
O clero se dividiu em padres de juramento (aqueles que fizeram o juramento) e padres sem juramento ou refratários (aqueles que se recusaram). Ambas as facções podiam enfrentar perseguição, pois as comunidades com fortes sentimentos revolucionários espancavam, apedrejavam ou até mesmo matavam os sacerdotes sem juramento, enquanto nas comunidades religiosamente mais tradicionais os sacerdotes com juramento podiam enfrentar ataques semelhantes.
Essa controvérsia foi a primeira grande questão a dividir as massas populares em relação às reformas revolucionárias. Nunca os monarquistas ou outros contrarrevolucionários tiveram círculos eleitorais populares, mas havia muitos que acreditavam que o Estado não tinha o direito de se intrometer nos assuntos de Deus nesse grau e eram leais aos seus sacerdotes locais. Além disso, setores da França que tinham conflitos de longa data com comunidades protestantes se recusavam a apoiar qualquer coisa que ameaçasse a doutrina católica. Muitos clérigos que antes apoiavam a Revolução foram levados à oposição, e milhares de clérigos se esconderam ou fugiram completamente do país.

### Impacto
Embora houvesse esforços organizados para caçar padres refratários e protestos organizados de cerimônias religiosas, muitos líderes revolucionários começaram a ver isso como prejudicial ao movimento. Alguns se opunham com veemência à ética, como Maximilien Robespierre, que argumentava que o ateísmo era um produto perigoso da decadência aristocrática e acreditava que uma sociedade moral deveria pelo menos reconhecer a origem de um Ser Supremo. Outros tinham objeções mais práticas, sabendo que crenças religiosas arraigadas não seriam eliminadas rapidamente e que mobilizar o apoio popular para a Revolução era de suma importância. Dividir e alienar as massas por causa de questões religiosas não ajudava em nada.
Durante todo esse processo, Luís XVI ficou chocado. Luís era um homem devoto e, embora fosse obrigado a dar aprovação pública à Constituição Civil do Clero, em particular ele a rejeitava. No Domingo de Ramos, em abril de 1791, ele recebeu a comunhão de um padre que não havia jurado. Embora amigos, conselheiros e até mesmo sua esposa estivessem insistindo fortemente para que ele fugisse do país, Luís resistiu a essas sugestões. O ataque ao clero foi potencialmente o ponto de inflexão que acabou levando à fuga do rei para Varennes em junho de 1791.